# Lluís Busquets i Dalmau
Lluís Busquets i Dalmau (Girona, 1937 - Barcelona, 2014) fou un psiquiatre i pedagog català.
Llicenciat en medicina a Barcelona el 1963, s'especialitzà en psicologia i psiquiatria el 1965 i es doctorà amb una tesi sobre la influència de l'aprenentatge sobre el desenvolupament del pensament lògic, que presentà el 1979. Treballà com a psicòleg i després fou professor i director del col·legi Viaró de Sant Cugat del Vallès. Posteriorment va ser inspector d'ensenyament primari des del 1979 i a partir del 1981 ocupà diversos càrrecs al Departament d'Educació de la Generalitat de Catalunya fins a la seva jubilació, essent el primer cap dels serveis territorials d'Ensenyament de Girona a partir del 2 de gener 1981 fins que dos anys després Irene Rigau assumí el càrrec i ell fou traslladat a Barcelona. Durant aquesta etapa impulsà el programa de Ciències 6-12 anys per a despertar la curiositat científica dels infants. També treballà com a professor de Didàctica de les Ciències a la Facultat de Pedagogia de la UB i d'Organització Escolar a la UOC. Va iniciar i presidir el Fòrum Europeu d'Administradors de l'Educació a Catalunya i l'Estat Espanyol (1989-92) i l'Aula Maria Rúbies, també fou membre de la Comissió Gestora de la Societat Catalana de Pedagogia 2001-2003 i president del 2003 a juny 2007. Gestionà l'estada a Barcelona del professor Kieran Egan.